# Saint-Julien-de-Concelles
Saint-Julien-de-Concelles é uma comuna francesa na região administrativa da Pays de la Loire, no departamento de Loire-Atlantique. Estende-se por uma área de 31,74 km². Em 2010 a comuna tinha 7 225 habitantes (densidade: 227,6 hab./km²).